# Phyllachora kniphofiae
Phyllachora kniphofiae är en svampart som först beskrevs av Kalchbr. & Cooke, och fick sitt nu gällande namn av Pier Andrea Saccardo 1883. Phyllachora kniphofiae ingår i släktet Phyllachora och familjen Phyllachoraceae.   Inga underarter finns listade i Catalogue of Life.